# Конвой JW-55B
Конвой JW-55B — арктический конвой времён Второй мировой войны.
JW-55В был отправлен в СССР 22 декабря 1943 года со стратегическими грузами и военной техникой из США, Канады и Великобритании из Лох-Ю. В его состав входило 19 грузовых судов. Прикрытие конвоя осуществлялось несколькими группами кораблей союзников. 30 декабря благополучно прибыл в Архангельск. Потерь не имел.
26 декабря кораблями охранения был потоплен немецкий линкор «Шарнхорст».